# Tasímetro

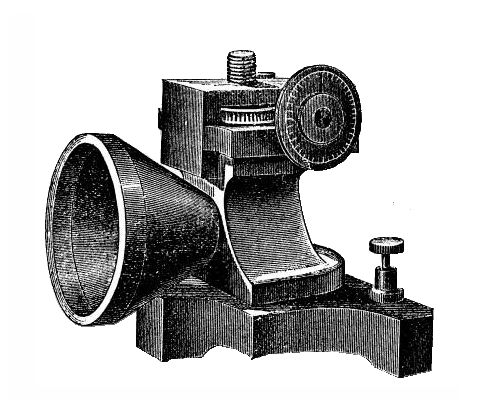
Tasímetro

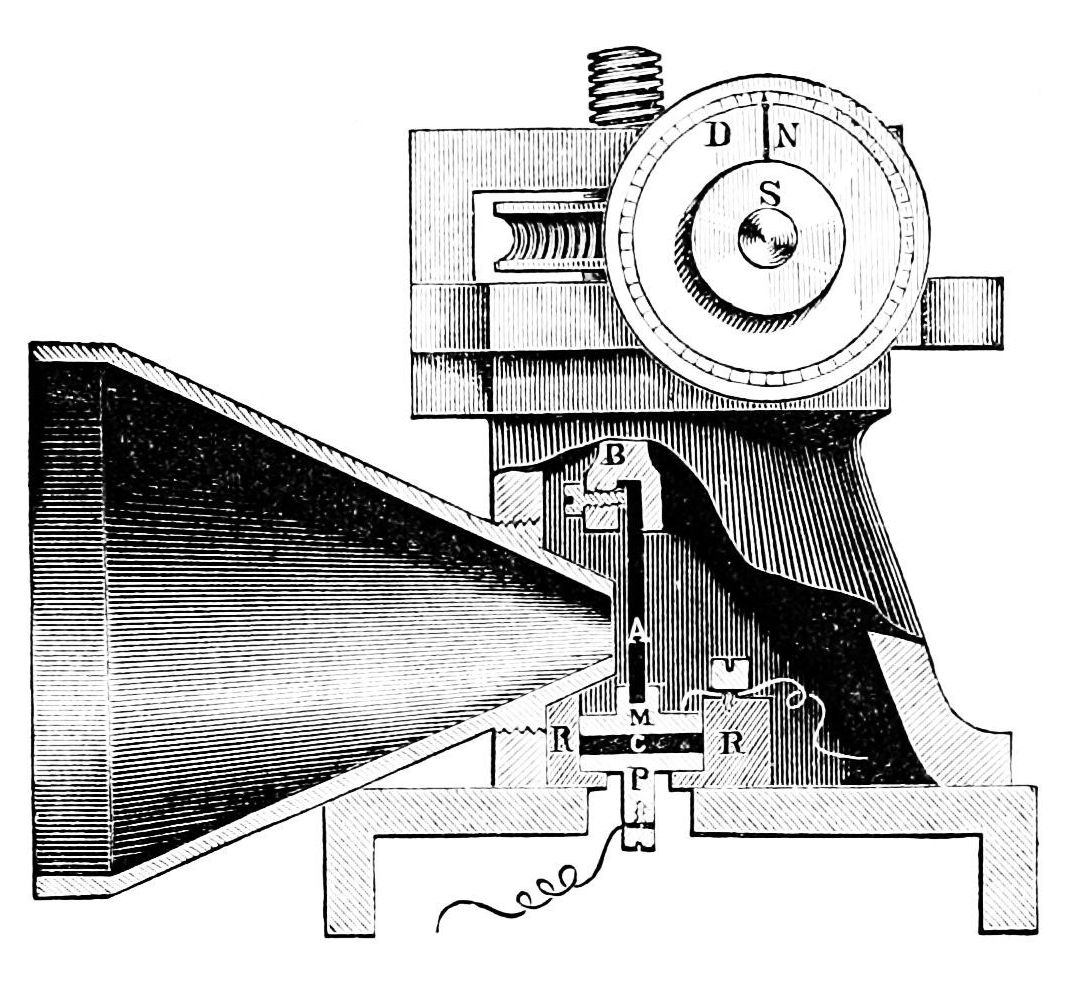
Tasímetro (sección transversal parcial).

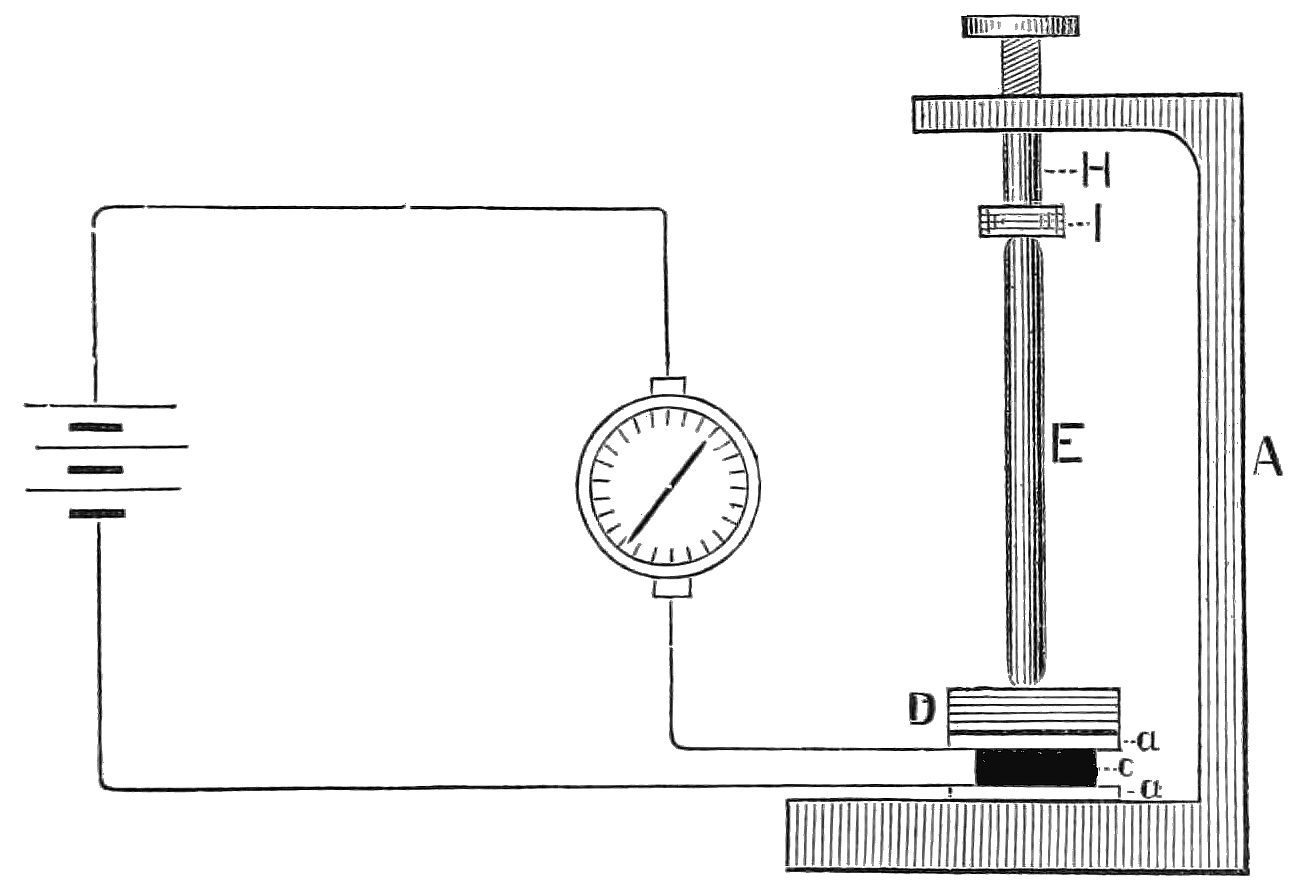
Circuito eléctrico del tasímetro para medir la sensibilidad al carbono.

El tasímetro, o microtasímetro, o medidor de presión infinitesimal, es un dispositivo diseñado por Thomas Edison para medir la radiación infrarroja. En 1878, Samuel Langley, Henry Draper y otros científicos estadounidenses necesitaban un instrumento altamente sensible que pudiera usarse para medir cambios de temperatura diminutos en el calor emitido por la corona solar durante el eclipse solar del 29 de julio, que se produciría a lo largo de las Montañas Rocosas. Para satisfacer esas necesidades, Edison ideó un microtasímetro que emplea un botón de carbón.

## Descripción de la operación
El valor del instrumento radica en su capacidad para detectar pequeñas variaciones de temperatura. Esto se logra indirectamente. El cambio de temperatura provoca la expansión o contracción de una varilla de vulcanita, que cambia la resistencia de un circuito eléctrico al variar la presión que ejerce sobre un botón de carbón incluido en el circuito. Durante el eclipse total de sol en 1878, demostró con éxito la existencia de calor en la corona. También es útil para determinar la expansión relativa de sustancias debido a un aumento de temperatura.
Las partes funcionales están representadas en la sección transversal parcial, que muestra su construcción y modo de funcionamiento. La sustancia cuya expansión se va a medir se muestra en A. Está firmemente sujeto en B, su extremo inferior encaja en una ranura en la placa de metal, M, que descansa sobre el botón de carbono. Este último está en un circuito eléctrico, que incluye también un delicado galvanómetro. Cualquier variación en la longitud de la varilla cambia la presión sobre el carbono y altera la resistencia del circuito. Esto provoca una desviación de la aguja del galvanómetro: un movimiento en una dirección que denota expansión de A, mientras que un movimiento opuesto significa contracción. Para evitar cualquier desviación que pueda surgir por un cambio en la fuerza de la batería, el tasímetro se inserta en un brazo de un puente de Wheatstone.
Para conocer la cantidad exacta de expansión en decimales de una pulgada, se gira el tornillo S, que se ve delante del cuadrante, hasta que se reproduzca la desviación causada previamente por el cambio de temperatura. El tornillo trabaja con un segundo tornillo, lo que hace que la varilla ascienda o descienda, y la distancia exacta a través de la cual se mueve la varilla está indicada por la aguja, N, en el dial.
El instrumento también se puede utilizar ventajosamente para medir cambios en la humedad de la atmósfera. En este caso, la tira de vulcanita se sustituye por una de gelatina, que cambia de volumen absorbiendo la humedad.

## Otros usos
1878 estuvo en la época en la que se estaban haciendo grandes avances en la iluminación del arco eléctrico, y durante la expedición del eclipse solar, a la que acompañó Edison, los hombres discutieron la practicidad de subdividir las luces de arco intenso para que la electricidad pudiera usarse para la iluminación de la misma manera que con pequeños quemadores de gas individuales. El problema básico parecía ser evitar que el quemador o la bombilla se consumieran evitando que se sobrecalentasen. Edison pensó que podría resolver esto creando un dispositivo similar a un microtasímetro para controlar la corriente. Anunció audazmente que inventaría una luz eléctrica segura, suave y económica que reemplazaría la luz de gas.

## Abandono
Edison se negó a patentar el dispositivo, diciendo que solo era de interés para los científicos y permitió a las empresas de Londres y Filadelfia fabricar tasímetros libres de regalías. Los científicos que lo probaron lo encontraron demasiado errático para ser útil con fines de medición cuantitativa, y pronto fue abandonado.